# Achmed Tazjudinov
Achmed Magomedovitj Tazjudinov (ryska: Ахмед Магомедович Тажудинов), född 25 januari 2003, är en rysk-bahrainsk brottare som tävlar i fristil.

## Karriär
Sedan hösten 2022 tävlar Tazjudinov för Bahrain efter att tidigare tävlat för Ryssland. Vid asiatiska mästerskapen 2023 i Astana tog han guld i 97 kg-klassen efter att ha besegrat kinesiske Habila Awusayiman i finalen.
Vid VM 2023 i Belgrad tog Tazjudinov guld i 97 kg-klassen efter att ha besegrat azeriske Magomedchan Magomedov i finalen. På vägen till finalen besegrade han både Kyle Snyder och Abdulrasjid Sadulajev som hade tagit samtliga OS- och VM-guld sedan 2016 i 97 kg-klassen.